# Псевдоайва
Псевдоайва (лат. Pseudocydonia) — монотипный род древесных растений из семейства Розовые (Rosaceae), произрастающих в Восточной Азии (Китай, Корея, Япония). Единственный вид — Псевдоайва китайская, или Айва китайская (Pseudocydonia sinensis). Ранее этот вид разными ботаниками включался в роды Айва (Cydonia) и Хеномелес (Chaenomeles).

## Название
В Китае и дерево, и его плоды называют mguā (木瓜), что также относится к папайе и цветущей айве (Chaenomeles speciosa). В Корее дерево называют могва-наму (모과 나무), а плод могва (모과) (от мокгуа (목과; 木瓜), корейского прочтения китайских иероглифов). В Японии и дерево, и фрукты называют карин (花梨; редко 榠 樝), за исключением медицины, где плод называется ва-мокка (和 木瓜) от китайского и корейского названий.

## Биологическое описание

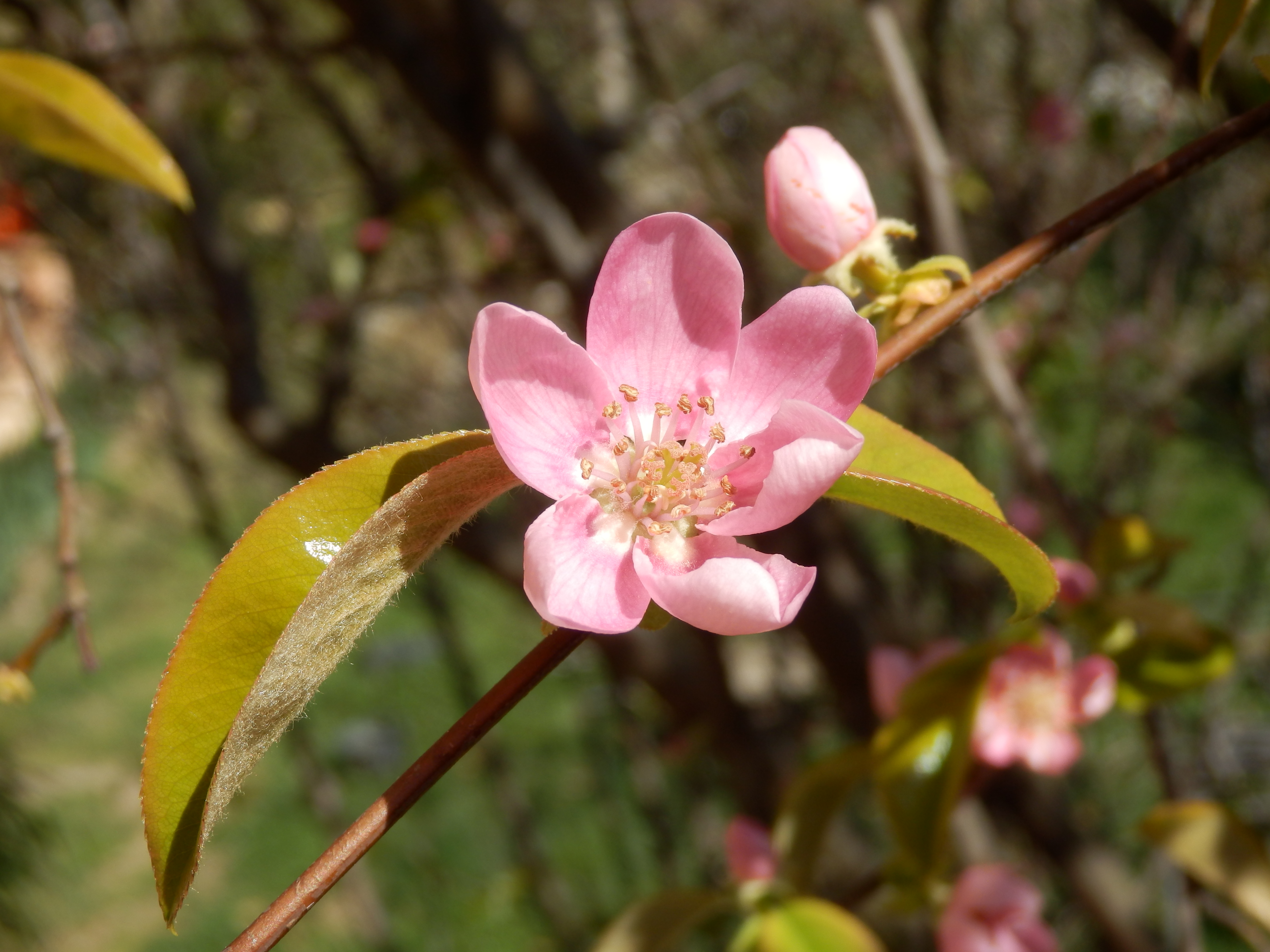
Цветок айвы китайской

Среднерослое дерево высотой до 10—18 м, с плотной кроной и почти всегда с искривлённым стволом.
Кора разноцветная, «мозаичная», отслаивается тонкими пластинками подобно коре платана. Отдельные участки коры могут быть серого, зелёного, рыжего и жёлтого цветов, молодые участки коры светлее старых.
Листья овальные, 6—12 см длиной и 3—6 см шириной, с пильчатыми краями. Осенью они склонны краснеть или рыжеть.
Цветки бледно-розовые, с пятью лепестками, 2,5—4 см диаметром, почти незаметны под листьями. Цветение происходит в середине весны.
Плоды представляют собой яблоки овальной формы. При благоприятных условиях они довольно крупные, 12—17 см длиной и до 1,5 кг массой. Плоды имеют сильный приятный запах и содержат много эфирных масел, благодаря чему являются маслянистыми на ощупь. Созревают они поздней осенью.

## Хозяйственное значение и применение

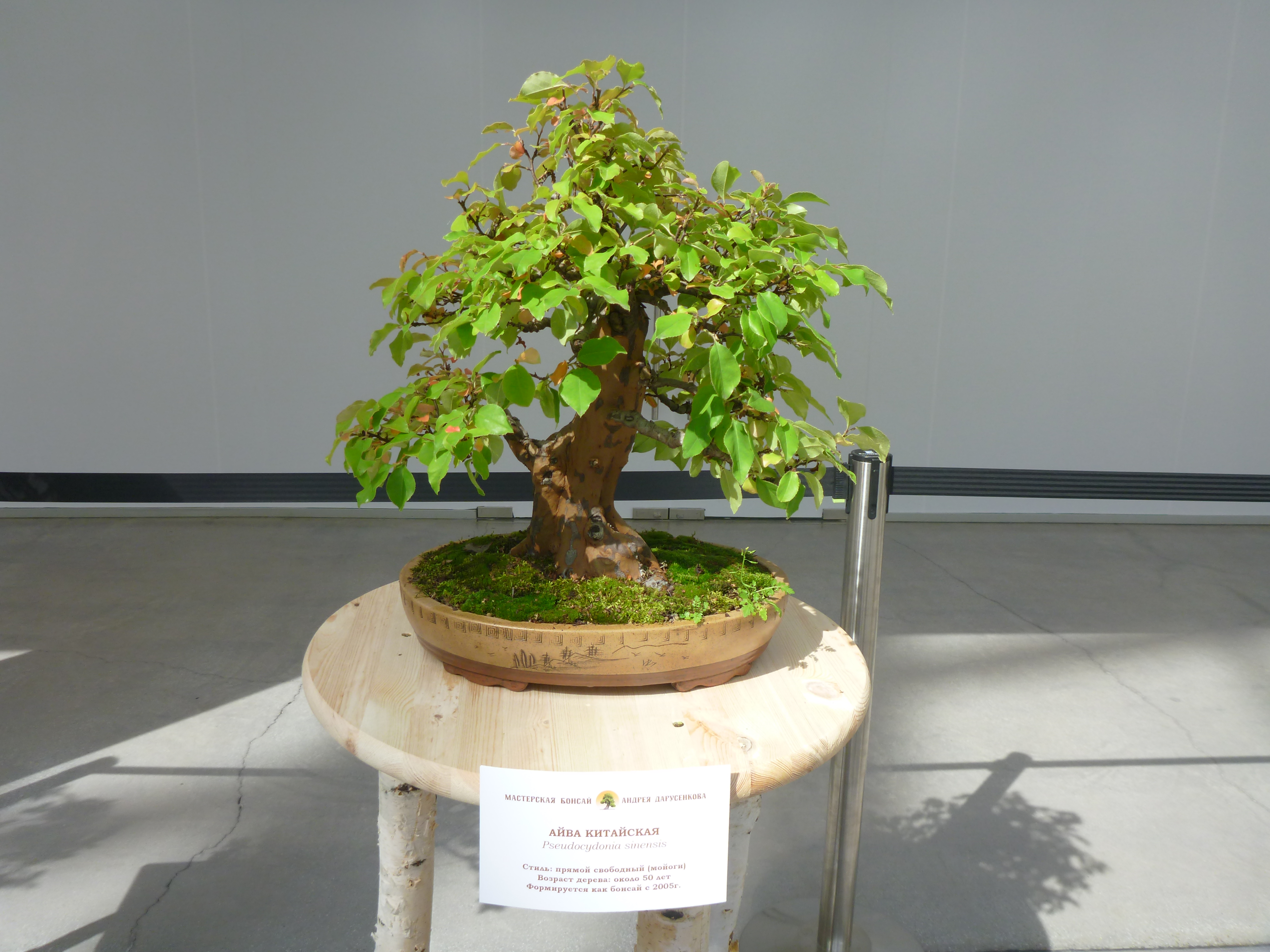
Айва китайская в виде бонсай

Растение культивируется в пределах своего ареала, а также в США, Европе, изредка на черноморском побережье России. Морозостойкость растения обычно указывается в англоязычных источниках в пределах примерно от −20°С до −30°С, что сопоставимо с морозостойкостью айвы обыкновенной.
Свежие плоды псевдоайвы китайской кислые, твёрдые и вяжущие, после заморозки становятся менее вяжущими. Используются они в основном для изготовления варенья и компотов. В Корее из плодов также делают могва-чхон (консервированная айва) и могва-ча (айвовый чай).
Плоды псевдоайвы широко используется в традиционной китайской медицине для лечения ревматоидного артрита (или «синдрома влажного би»). Фармакологическое исследование 2007 года предполагает, что экстракты фитохимических веществ из фруктов обладают антиоксидантными и противовирусными свойствами.